# Trearddur
Trearddur (of Trearddur Bay) is een plaats in Wales, in het bestuurlijke graafschap Anglesey en in het ceremoniële behouden graafschap Gwynedd. De plaats telt samen met Holyhead, Valley, Rhoscolyn and Caergeiliog 25.896 inwoners.